# Megarama Villeneuve-la-Garenne
Le Megarama Villeneuve-la-Garenne (Hauts-de-Seine) est un multiplexe comprenant le deuxième plus grand écran de France ainsi que la deuxième plus grande salle de cinéma de France.

## Caractéristiques
Le Megarama Villeneuve-la-Garenne, situé au 44 avenue Longue Bertrane est un multiplexe de 18 salles.
Le cinéma a ouvert ses portes en 1996, et a été construit par Jean-Pierre Lemoine, qui est à l'origine du Forum Horizon (actuel UGC Ciné Cité Les Halles), au Forum des Halles. En 2002, le cinéma s'agrandit d'une salle, et ainsi voit le jour la salle 18 : Salle (Horizon) 3D Ultima 4K.
Les salles :
- 17 salles gradins de 100 à 400 places. 2D/3D Ultima 4K, Son Dolby SRD, Son numérique 5.1 ou 7.1 canaux selon les salles[3].
- Amphithéâtre Horizon (salle 18), salle de 905 places équipé d'un des plus grands écrans d'Europe. Un écran de 27 mètres de large sur 13 mètres de haut[1]. Son DTS[1] 7.1. Configuration de double projecteurs numériques 4K pour restituer une 3D de qualité.

Il accueille chaque année plus de 950 000 spectateurs en moyenne et dépasse la barre du million d'entrées annuelles.
Il a été entièrement numérisé en mai 2011 par la société Ymagis.